# The Simpsons Sing the Blues
The Simpsons Sing the Blues è un album pubblicato nel 1990 come derivato della serie animata televisiva I Simpson.

## L'album
L'album contiene originariamente musica registrata che non appare per intero nella serie salvo il primo verso della canzone Moaning Lisa Blues, tratta dall'episodio Lisa sogna il blues e nell'episodio Bart il grande dove si sentono i primi versi di God Bless the Child, Do the Bartman e Deep, Deep Trouble.
Un numero musicale principale, Do the Bartman, apparve come prima traccia dell'album e fu il primo singolo estratto. Fu un successo internazionale.
Il secondo singolo pubblicato, Deep, Deep Trouble, ebbe successo anche in Gran Bretagna, salendo al numero 7 in classifica. Sia per Do the Bartman sia per Deep, Deep Trouble furono fatti dei video musicali.
C'era una gran quantità di noti musicisti che apparvero nell'album, tra cui B. B. King, DJ Jazzy Jeff, Dr. John e Marcy Levey.

## Posizioni in classifica
L'album fu distribuito nel settembre 1990 e fu un gran successo, raggiungendo il terzo posto nella Billboard 200. Nel 13 febbraio 1991 fu certificato come disco di platino.
L'album fu un successo anche in Gran Bretagna, dove raggiunse la sesta posizione in classifica e fu certificato come disco d'oro.

## Tracce
1. Do the Bartman – 5:10
2. School Days – 3:57
3. Born Under a Bad Sign – 3:08
4. Moaning Lisa Blues – 4:48
5. Deep, Deep Trouble – 4:28
6. God Bless the Child – 4:30
7. I Love to See You Smile – 3:07
8. Springfield Soul Stew – 2:37
9. Look at All Those Idiots – 3:51
10. Sibling Rivalry – 4:42

## Singoli
- Deep, Deep Trouble
- Do the Bartman
- God Bless the Child